# Wang Jia

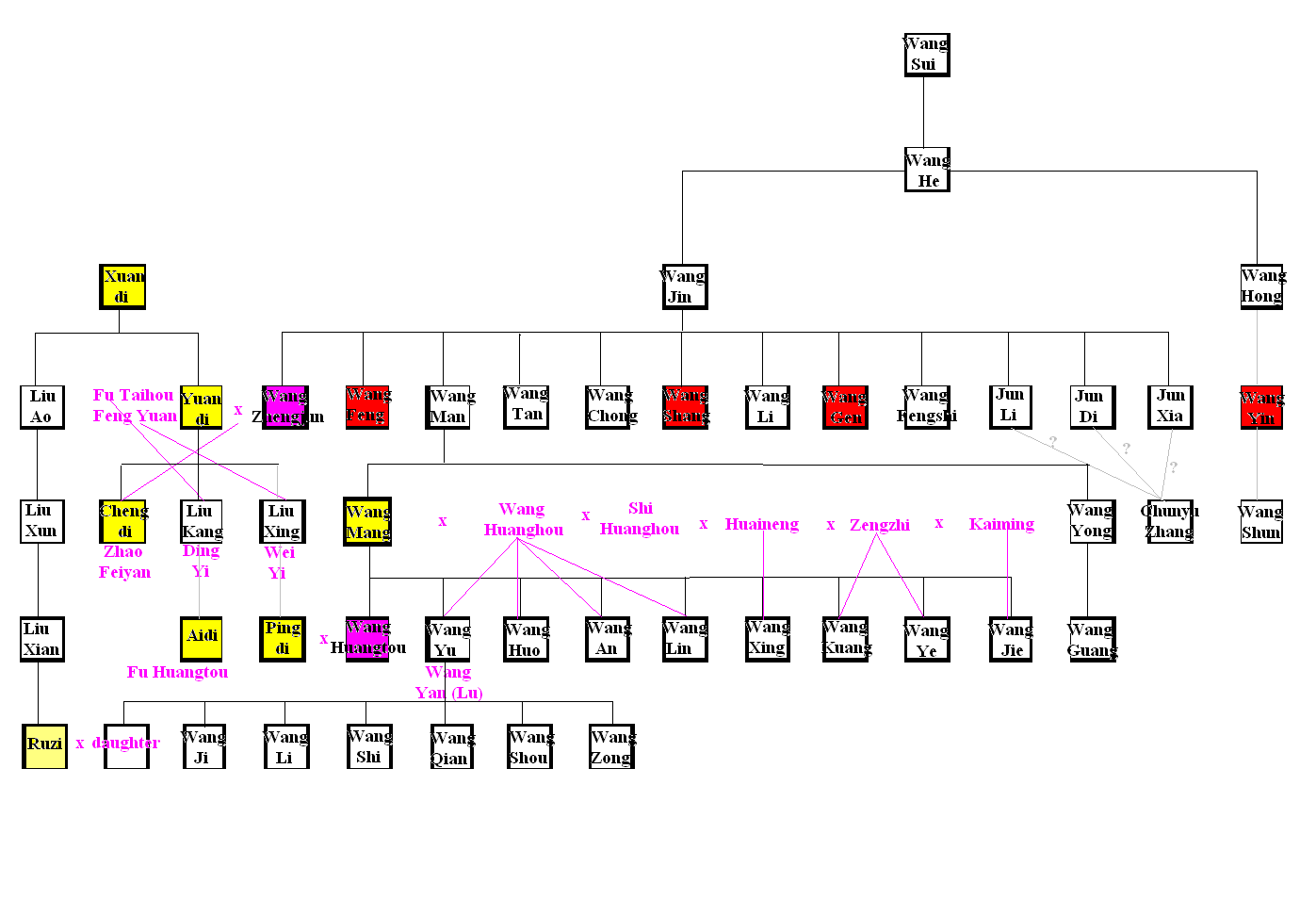
Stamboom van de familie Wang

Wang Jia (†?) was een achterneef van de Chinese keizer Wang Mang. Hij was de zoon van Wang Guang en behoorde zo tot de familie die aan het einde van de Westelijke Han-dynastie en onder de Xin-dynastie de feitelijke politieke macht bezat.
Zijn vader, Wang Guang, had in 8 na Chr. samen met zijn moeder (de grootmoeder van Wang Jia) zelfmoord gepleegd, nadat hij door Wang Mang beschuldigd was opdrachtgever voor een moord te zijn geweest. Desondanks volgde Wang Jia zijn vader op als 'Markies van Yangong' (衍功侯, Yangong hou), volgens juan 99 van het Boek van de Han zelfs op uitdrukkelijk bevel van Wang Mang zelf.